# UNIX System V
AT&T UNIX System V — одна з версій операційної системи UNIX, розроблена в AT&T і випущена в 1983 р.
Було випущено 4 основні версії — Release 1, 2, 3 і 4. Версія System V Release 4 (SVR4) була найбільш вдалою і популярною і послужила джерелом для деяких загальних властивостей UNIX-подібних операційних систем, таких як сценарії ініціалізації системи — «SysV init scripts» (/etc/init.d ) — відповідають за запуск системи та її зупинку, і System V Interface Definition (SVID) — стандарт, що описує роботу системи System V.

## SVR1
Перша версія System V, випущена в 1983 р. Вона була заснована на System III та UNIX / TS 5.0 від Bell Labs, включала редактор vi і curses з BSD UNIX. System V працювала на машинах DEC VAX. Також була додана підтримка міжпроцесної комунікації за допомогою повідомлень, семафорів та спільної пам'яті.

## SVR2
System V Release 2 була випущена в 1984 р. Були додані командна оболонка і System V Interface Definition і введено поняття «основа для портування» (porting base) — оригінальна версія, з якою починалися всі спроби перенесення на інші машини.

## SVR3

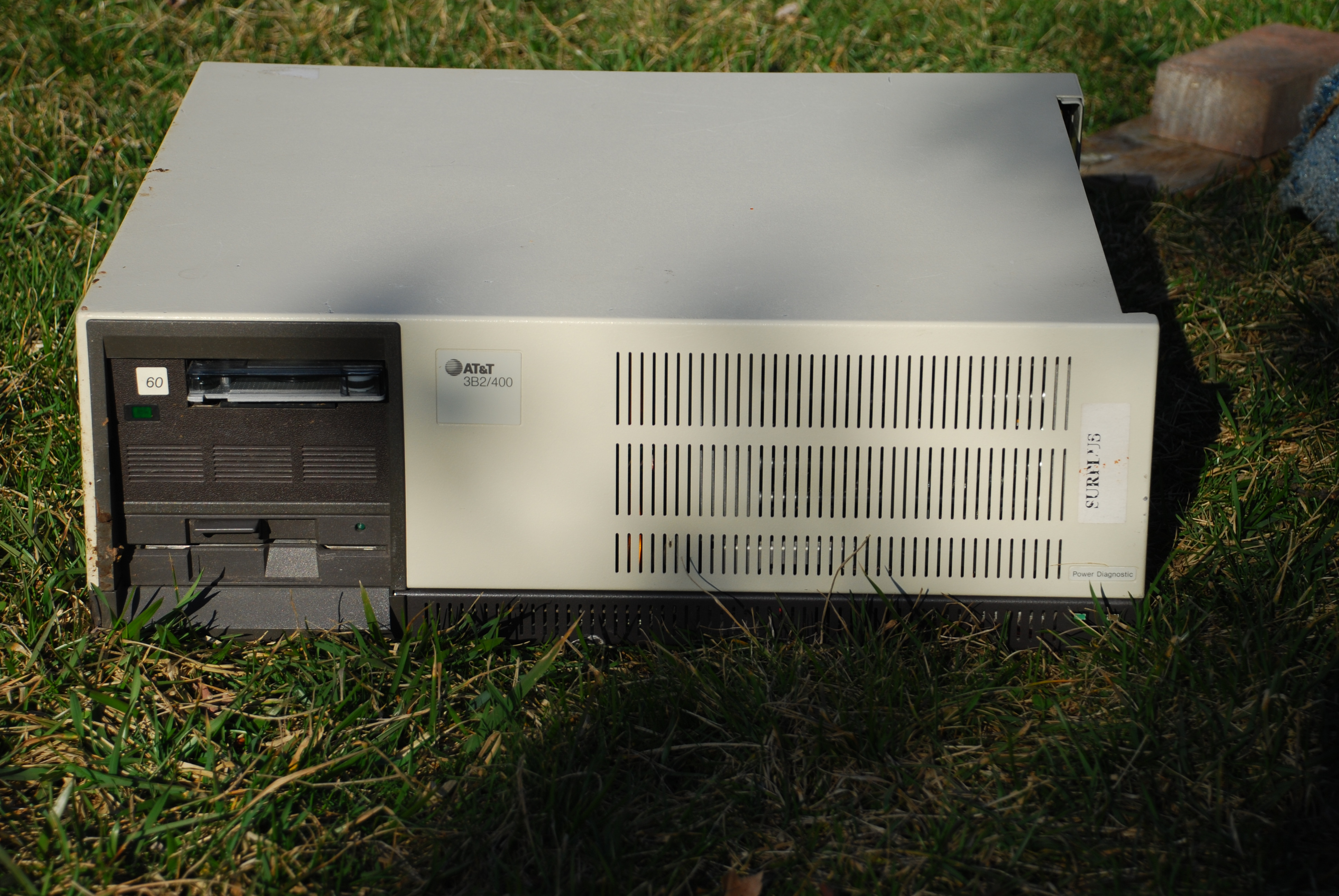
Комп'ютер AT&T 3B2 став основою для портування UNIX SVR3

System V Release 3 вийшла 1987 року й містила в собі STREAMS, віддалену файлову систему (RFS), спільні бібліотеки (shared libraries) і Transport Layer Interface (TLI).

## SVR4
System V Release 4.0 була анонсована 18 жовтня 1988 року; різні її реалізації почали з'являтися протягом 1989 року. Це був спільний проєкт UNIX Systems Laboratories і Sun Microsystems і містив технології з Release 3, 4.3BSD, Xenix, і SunOS:
- З BSD: підтримка TCP/IP, csh
- З SunOS: інтерфейс віртуальної файлової системи (що замінив «File System Switch» з System V Release 3), мережна файлова система (NFS), нова система віртуальної пам'яті, що включає підтримку mmap[en] файлів і нова система спільних бібліотек.
- Інші покращення:
  - ksh
  - Сумісність з ANSI C
  - Покращена підтримка інтернаціоналізації та локалізації
  - Двійковий програмний інтерфейс (ABI)
  - Підтримка стандартів POSIX, X/Open, System V Interface Definition[en] (SVID) 3

Також в 1990 р. з'явився повний порт SVR4 (так званий Amiga UNIX, або AMIX) зроблений в R&D Amiga Inc. корпорації Commodore для сімейства ПК Amiga. Пізніше початковий код був змінений і став доступний як open source у вигляді проєкту Sun OpenSolaris.

### SVR4.1
У Release 4.1 додані функції асинхронного вводу-виводу.

### SVR4.2
Додана підтримка файлової системи Veritas і списків доступу[джерело?], динамічно завантажувані модулі ядра та програмні потоки (LWP, Light-Weight Process).

## SVR5
Release 5 був випущений як SCO UnixWare 7 компанією The SCO Group. Початковий код не використовувався іншими виробниками.